# سيندي بروكس
سيندي بروكس (بالإنجليزية: Cindy Brooks)‏ هي مجدفة أمريكية، ولدت في 9 يناير 1965.

## وصلات خارجية
- سيندي بروكس على موقع الاتحاد الدولي للتجديف (الإنجليزية)